# Пјердишини (Лука)
Пјердишини је насеље у Италији у округу Лука, региону Тоскана.
Према процени из 2011. у насељу је живело 61 становника. Насеље се налази на надморској висини од 1083 м.